# 水主町発電所
水主町発電所（かこまちはつでんしょ）または第三発電所（だいさんはつでんしょ、1904年までの名称）は、かつて名古屋市中村区に存在した火力発電所（石炭火力発電所）である。明治・大正期の電力会社名古屋電灯によって1901年（明治34年）から1917年（大正6年）まで運転された。出力は最大1,600キロワット。

## 建設の経緯
1889年（明治22年）12月15日、南長島町（現・中区栄2丁目）に新設された火力発電所「電灯中央局」からの送電が始まり、中部地方最初の電灯会社として名古屋電灯が開業した。同発電所は創業初期の名古屋電灯における唯一の電源として増設が重ねられ、3度目の増設が1895年（明治28年）に完成すると直流発電機10台・総出力250キロワットの発電所となった。翌1896年（明治29年）、名古屋電灯が競合会社の愛知電灯を合併すると、電灯中央局は「第一発電所」と改称され、下広井町（現・中村区名駅南）にあった愛知電灯発電所が「第二発電所」と命名された。
下広井町の第二発電所は、直流発電機4台（総出力110キロワット）のほかに交流発電機を1台備える点が特徴であった。小規模ながら会社で最初の交流発電機であり、第二発電所を取得したことで名古屋電灯は従来の低圧直流送電では届かなかった熱田方面への送電が可能となった。愛知電灯合併後の名古屋電灯では、日清戦争後の好況を背景とする電灯需要の増加に対応するにあたり、発電機の大型化と長距離送電に有利な交流送電へと全面転換する方針を決定。水主町3丁目5・6番地（現・名駅南）に新発電所用地1327坪を1万6054円で購入し、1896年（明治29年）11月、ここに「第三発電所」を新設する許可を逓信省から得た。
第三発電所の建設準備を進めていたところ、名古屋電灯に庄内川における水力発電所建設計画が持ち込まれた。東春日井郡掛川村・水野村（現・瀬戸市）付近に発電所を設けるというもので、松永安左エ門・堀尾茂助の発起による計画である。提案を受けて会社では第三発電所の準備を一旦停止する。当時、会社は燃料石炭価格の高騰に苦しみ、電灯料金を引き上げても利益率が減少しており、京都市の蹴上水力発電所が成功を収めていることもあって、水力発電に前向きであった。会社重役と株主中から選ばれた調査委員が水力発電計画について調査・研究したが、当該地点は落差が少なく十分な発電力が得られないことが判明、折しも石炭価格が下落傾向にあったことから、結局水力発電計画は1898年（明治31年）3月の株主総会にて否決された。これを受けて第三発電所の準備が再開され、翌1899年（明治32年）12月の株主総会において第三発電所を4期に区分して順次建設していく方針が決定された。

## 第1期・第2期工事
資本金の払込徴収を経て、1900年（明治33年）1月機械発注ののち、同年6月より第1期工事が着工された。第三発電所は翌1901年（明治34年）6月22日に完成、7月19日に逓信大臣の使用認可が下りて7月22日より送電を開始した。翌年からの再度の払込徴収を経て1903年（明治36年）2月より第2期工事が開始され、1904年（明治37年）5月14日に完成、6月4日より新設備も送電開始に至った。第1期・第2期工事で設置された発電設備は以下の通り。
- バブコック・アンド・ウィルコックス製175馬力ボイラー4台（第1期3台・第2期1台）
- マッキントッシュ・シーモア製500馬力蒸気機関2台（第1期・第2期各1台）
- ゼネラル・エレクトリック製300キロワット交流発電機2台（同上）
  - 送電方式は二相交流2,300ボルト・周波数60ヘルツ

第三発電所の建設に伴い、下広井町の第二発電所は1901年7月14日限りで発電を停止し、南長島町の第一発電所も1904年の第2期設備送電開始と同時に休止されて直流送電は淘汰された。また従来第一発電所構内に名古屋電灯本社が置かれていたが、発電所と本社が離れて不便となったため、1904年7月に第三発電所構内に本社が移転している。また7月23日、社内唯一の発電所となったことから第三発電所から「水主町発電所」に改称された。

## 第3期・第4期工事
1904年1月、矢作川支流の水力発電を電源とする三河電力（後の東海電気）が名古屋市内の電灯供給に参入した。需要増加への対処と三河電力への対抗を目的に名古屋電灯では事業の拡張を図り、1904年1月、倍額増資を決定し資本金を100万円に引き上げた。そして水主町発電所の第3期工事に着手し、翌1905年（明治38年）12月に竣工させ、同年12月27日より新設備で送電を開始した。
1904年2月に日露戦争が勃発したことで、軍需産業が活発化し電灯や動力用電力（1902年供給開始）の供給が増加した。さらに戦後も好況や灯油価格の高騰、東海電気に対抗した料金値下げが重なって、需要増加の勢いが増していく。1906年（明治39年）1月、名古屋電灯では水主町発電所の第4期工事に着手したが、供給申し込みの殺到により同年11月下旬から増設工事が完了するまで新規申し込みの謝絶を余儀なくされた。第4期工事は翌12月20日に落成、27日に逓信省の使用認可を得ると同日ただちに送電を開始した。
これら第3期・第4期工事にて増設された設備は以下の通りである。
- バブコック・アンド・ウィルコックス製300馬力ボイラー4台（第3期・第4期各2台）
- ゼネラル・エレクトリック製縦軸蒸気タービン2台（第3期・第4期各1台）
- ゼネラル・エレクトリック製500キロワット交流発電機（同上）
  - 送電方式は第1期・第2期分に同じ

これらのうち蒸気機関に代わる蒸気タービン（タービン発電機）は社内初採用で、業界内でも初期の導入例であった。

## 改修と廃止
1907年（明治40年）に東海電気を合併したことで、名古屋電灯は同社から社内第1号の水力発電所となった小原発電所（出力200キロワット）を取得する。翌1908年（明治41年）には、東海電気が矢作川支流巴川に着工していた巴川発電所（出力750キロワット）が運転を開始。次いで1910年（明治43年）3月15日、岐阜県の長良川にて自社で着工した長良川発電所（出力4,200キロワット）が運転を開始した。長良川発電所の完成により、水主町発電所を停止しても供給力が十分な状態となったため、名古屋電灯は水主町発電所を停止する方針を決定。夜間のみ発電を継続しながら配電線の切り替え工事を進め、工事の完成をもって同年6月14日より水主町発電所を停止した。
水主町発電所構内にあった本社については、発電停止に伴い市街地へと戻すこととなり、1911年（明治44年）6月前津小林へと仮移転ののち、翌年市街地の新柳町に建物ごと移転された。発電所については、1910年6月以後は臨時送電を行う程度の稼働実績しかなかったが、渇水時の予備発電所として活用することが決まり、1912年（大正元年）12月から改修工事が始まった。工事は翌1913年（大正2年）に完成、9月3日までに発電機4台の検査が終了した。この工事で発電機は芝浦製作所により発電子コイルの巻替えが実施され、出力はそのまま（300キロワット2台・500キロワット2台）ながら三相交流2,300ボルト・周波数60ヘルツの送電方式となった。
こうして渇水時の予備発電所として再起した水主町発電所であったが、機械の旧式化と用水の供給が不十分という欠点から、短期間で廃止が決定された。代替となる設備が熱田発電所（1915年9月竣工）の増設工事で完成すると1917年（大正6年）11月22日付で水主町発電所の廃止許可が下り、翌年3月までに撤去が完了、設備はすべて売却された。水主町発電所跡地には後年、変電所（水主町変電所）が建てられている。